# Offensiva di Homs nel 2012
L'offensiva di Homs è stata un'operazione dell'esercito siriano contro la roccaforte ribelle di Homs, nell'ambito dell'assedio alla stessa città, condotta a partire dall'inizio del febbraio 2012, e terminata con il cessate il fuoco mediato dalle Nazioni Unite.
L'offensiva iniziò con bombardamenti d'artiglieria da parte delle forze governative, in risposta ad un attacco condotto dall'Esercito siriano libero contro alcuni posti di blocco, che avevano causato la morte di dieci soldati. Le forze governative attaccarono la città usando carri armati, elicotteri, artiglieria, razzi e mortai. Il governo siriano negò che i bombardamenti commessi erano indiscriminati e diede la colpa delle morti civili, incluse quelle di alcuni giornalisti stranieri, ai "gruppi armati" presenti in città.
I pesanti bombardamenti continuarono il 29 febbraio, mentre le forze armate siriane lanciarono un'operazione di terra per riprendere il controllo del quartiere di Baba Amr. Il governo annunciò che l'esercito era stato inviato in quell'area e la stava "ripulendo" dai ribelli, che l'operazione sarebbe terminata nel giro di qualche ora. In quella fase, secondo alcuni attivisti dell'opposizione, il distretto sarebbe stato tagliato fuori da qualsiasi tipo di comunicazione, elettricità e forniture d'acqua. Scontri violenti continuarono per tutto il giorno, allorché l'esercito siriano dispiegò i carri armati e la fanteria della 4ª Divisione Corazzata. Baba Amr fu definitivamente messa in sicurezza al mattino del 1 maggio, quando le forze ribelli dichiararono di aver messo in atto una "ritirata strategica" dall'area, dopo essere rimasti a corto di armi e munizioni.

## Antefatti
Durante la prima fase della rivolta contro il governo di Bashar al-Assad, la città fu protagonista di manifestazioni di massa contrarie al regime. Homs era una delle città in cui era maggiormente presente il risentimento contro il governo, tanto che veniva definita "capitale della rivoluzione". Fra il 17 e il 18 aprile 2011 ad esempio decine di migliaia di persone si riversarono nella piazza principale per un sit-in, ma in quei giorni almeno 62 persone furono uccise dalle forze governative in alcune schermaglie contro militanti anti governativi.
Con lo scoppio della guerra, a seguito dell'uccisione di dieci soldati dell'esercito siriano in un posto di blocco, e la cattura di altri 19 soldati da parte dell'Esercito siriano libero (FSA), le forze governative iniziarono a bombardare la città con fuoco d'artiglieria nella notte del 3 febbraio 2012.

## L'operazione

### Bombardamenti di febbraio
I bombardamenti iniziarono il giorno del 30º anniversario del massacro di Hama, un evento significativo per molti siriani. Il quartiere di Khaldiyeh fu pesantemente colpito nei primi bombardamenti del 3 febbraio, e gli attivisti dell'opposizione subito dichiararono che l'attacco iniziale aveva lasciato in campo più di 200 morti. Secondo l'Osservatorio Siriano per i Diritti Umani (SOHR), dopo due ore di fuoco d'artiglieria, vi erano almeno 217 morti, di cui 138 solo nel quartiere di Khaldiyeh. Più tardi il gruppo alzò le stime de numero dei morti a 260.
Nel giro di pochi giorni, il Consiglio nazionale siriano affermò che il numero delle vittime era salito a 416, raccogliendo le testimonianze dei residenti e dichiarando che almeno 36 case con le famiglie lì residenti bloccate al loro interno erano state completamente distrutte. Successivamente rividero le stime, arrivando a 290 morti. Secondo un corrispondente di Al Arabiya, anche l'ospedale del distretto era stato distrutto. Il corrispondente affermò che 337 persone erano state uccise, e più di 1300 ferite nel bombardamento. Tuttavia, sia le stime del Consiglio che quelle di Al Arabiya non furono confermate da fonti indipendenti, e numerosi media occidentali (tra cui Reuters, France24, BBC e la CNN) riportarono le stime di 200 morti circa. L'FSA giurò di reagire all'aggressione, ed iniziò un'intensa operazione contro le forze governative, affermando di aver distrutto un edificio dell'intelligence dell'aeronautica governativa nella città. Gli attivisti dell'opposizione pubblicarono numerosi video nei quali erano ritratti edifici in fiamme e cadaveri, dicendo di averli girati ad Homs. Si affermò che almeno 33 edifici, incluso un ospedale, erano stati distrutti o gravemente danneggiati dai bombardamenti. Secondo il SOHR, anche 14 soldati siriani e cinque disertori erano stati uccisi nei bombardamenti e nei combattimenti, oltre alle morti civili. Il Comitato di coordinamento locale (LCC) della città inizialmente affermò che il numero delle vittime era superiore a 200, aggiungendo che in quel momento stavano lavorando per confermare tale numero. Più tardi rividero le proprie stime, confermando solo 55 morti. Il 5 febbraio l'LCC dichiarò di aver documentato i nomi di 212 persone uccise ad Homs, ma di aver trovato solo 181 cadaveri. 

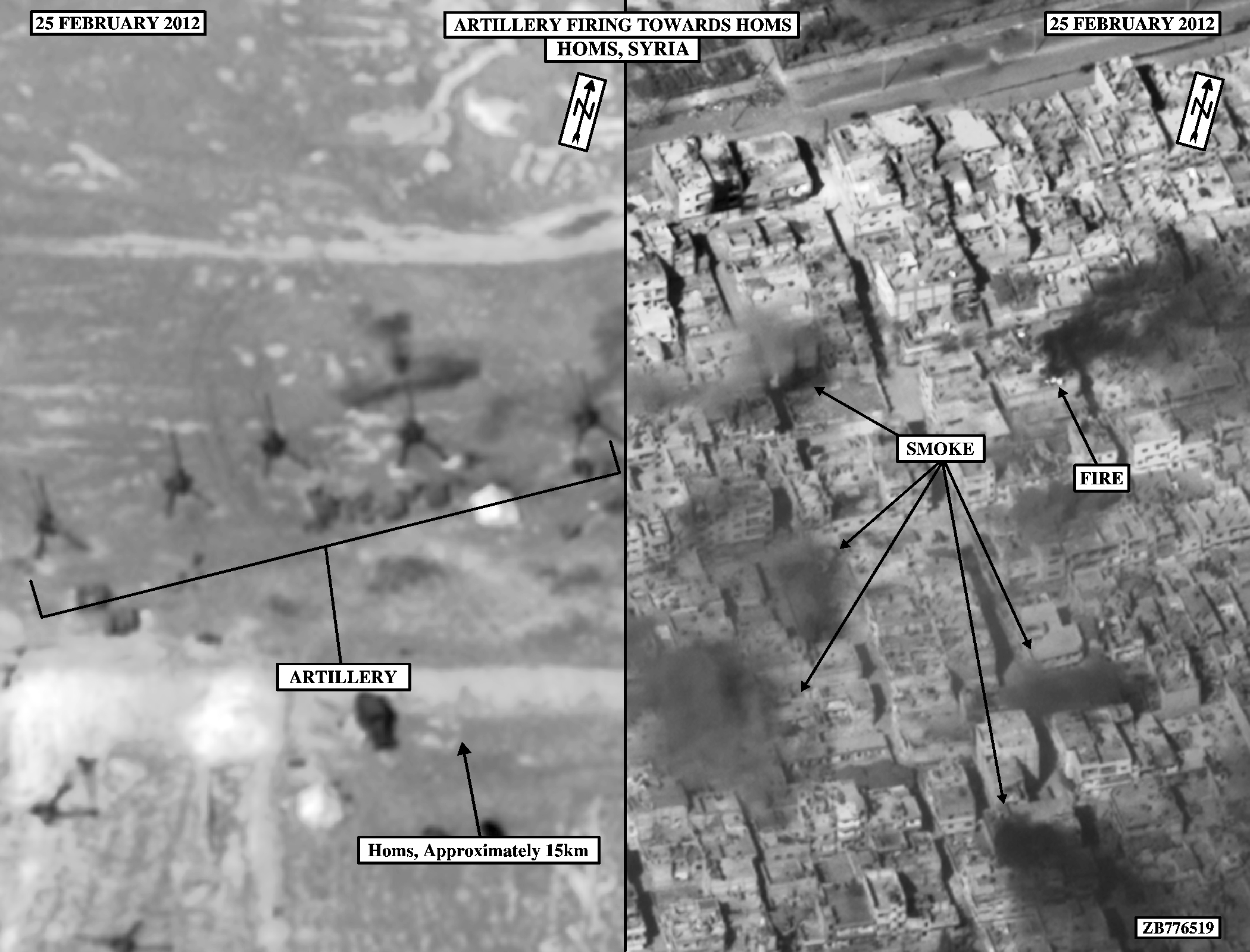
Sulla sinistra, l'artiglieria spara contro Homs. A destra, il fumo proveniente dagli edifici bombardati. Fotografie risalenti al 25 febbraio.

La mattina del 6 febbraio, almeno 300 razzi colpirono la città, uccidendo 15 persone, anche se altre stime riportano 50 morti, poi successivamente 95. L'FSA tentò di contrattaccare le forze governative, riuscendo a tenerle a bada per poco tempo, prima di doversi ritirare. Due ribelli furono uccisi nei combattimenti. L'assalto continuò il giorno seguente, lasciando sul terreno 19 morti e 40 feriti, mentre le forze governative continuarono a bombardare la città, e tentarono di penetrare nelle aree occupate dai ribelli.
La mattina dell'8 febbraio, almeno 47 persone furono uccise. Fu riportato l'avvistamento di alcuni carri armati mentre in movimento lungo la principale arteria della città, pronti ad avanzare nelle aree residenziali. L'ente di stampa statale siriano riportò che una raffineria vicina Homs era stata attaccata da alcuni "gruppi armati". Il 9 febbraio, gli attivisti affermarono che 110 persone erano state uccise dal fuoco d'artiglieria, mentre un altro gruppo di attivisti riportò la cifra di 57 morti. Il 10 febbraio, cinque combattenti ribelli furono uccisi nei bombardamenti, incluso il colonnello Ahmed Jumrek, che aveva disertato l'esercito regolare per unirsi ai ribelli.
Il 14 febbraio, un comandante delle FSA dichiarò ad alcuni giornalisti che i propri uomini avevano respinto un gruppo d'assalto terrestre nel distretto di Bab Amr, specificando che quattro carri armati governativi erano stati distrutti mentre tentavano di entrare nel quartiere. Il giorno successivo una condotta di un oleodotto che passava attraverso un'area in mano ai ribelli esplose, senza alcuna immediata rivendicazione o rapporto sulle vittime.
Il 18 febbraio, secondo l'opposizione, avvenne il più violento bombardamento di razzi delle due settimane. Secondo le stime dei ribelli, i razzi colpivano i quartieri di Homs al ritmo di quattro razzi al minuto. La BBC affermò che i colpi d'artiglieria colpivano i quartieri di Baba Amr, Inshaat, Bayada e Khaldiya, confermando le tesi dell'opposizione e degli attivisti per i diritti umani. Nella mattinata del 21 febbraio, le fonti d'informazioni riportarono una nuova ondata di bombardamenti pesanti, che uccisero almeno 30 persone. Un membro dell'opposizione che stava trasmettendo in diretta i combattimenti nel quartiere di Bab Amr sul sito Bambuser fu ucciso in azione.
La giornalista americana Marie Colvin, che all'epoca lavorava per il The Sunday Times di Londra, fu uccisa il 22 febbraio durante un attacco d'artiglieria, insieme al fotografo francese Rémi Ochlik. Nella sua ultima apparizione, in un'intervista con Anderson Cooper della CNN, Colvin accusò l'esercito siriano di perpetuare una "bugia completa e assoluta sul fatto che stanno bersagliando solo terroristi". Descrivendo ciò che stava accadendo come "assolutamente disgustoso", Colvin affermò che "l'esercito siriano sta semplicemente bombardando una città piena di civili affamati ed infreddoliti". Colvin, che aveva perso un occhio a causa di uno shrapnel in Sri Lanka e che aveva coperto conflitti armati in Cecenia, Kosovo, Sierra Leone, Zimbabwe, Libia e Timor Est, descrisse i bombardamenti di Homs come il peggior conflitto a cui aveva mai assistito.
Poco dopo la morte di Colvin, l'intelligence libanese affermò di aver intercettato delle comunicazioni fra alcuni ufficiali dell'esercito siriano secondo le quali erano stati impartiti ordini diretti di colpire il centro stampa improvvisato dal quale Colvin stava trasmettendo. Jean-Pierre Perrin, un giornalista francese del quotidiano Liberation, che era stata con Colvin ad Homs la settimana precedente, affermò che gli era stato detto di come l'esercito siriano stava per colpire "deliberatamente" il centro. Perrin disse che i siriani erano "perfettamente consapevoli" che il centro stava trasmettendo le prove dirette di crimini contro l'umanità perpetrati dall'esercito, inclusi l'uccisione di donne e bambini. Il giornalista affermò che "l'esercito siriano ha impartito l'ordine di uccidere qualsiasi giornalista metta piede sul suolo siriano", precisando di avere ricevuto notizia dell'intercettazione dei comunicati radio appena arrivato a Beirut. Sempre secondo le parole di Perrin, il governo siriano sapeva che se il centro fosse stato distrutto, "nessuna informazione sarebbe più uscita da Homs".

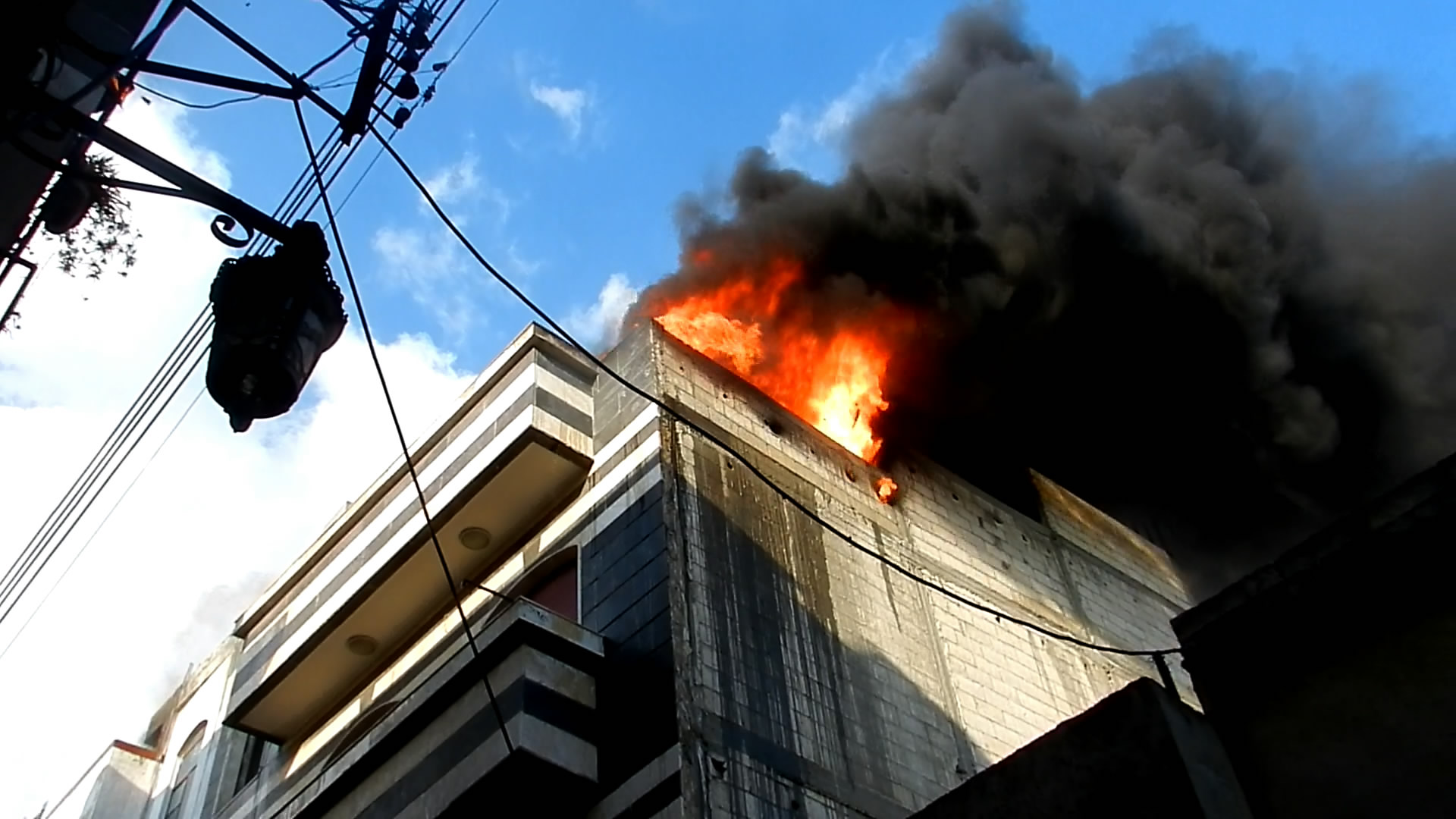
Un edificio in fiamme a seguito dei bombardamenti d'artiglieria dell'esercito siriano.

Gli attivisti riferirono che 81 persone, sia ribelli che civili, furono uccisi lo stesso giorno. Un attivista riferì che gli elicotteri erano usati per identificare i bersagli. Un ufficiale libanese affermò che il governo siriano era intenzionato a finire la battaglia prima del referendum sulla nuova costituzione siriana, e sempre lo stesso giorno un altro membro dei servizi d'intelligence fu ucciso da una bomba ad Homs.
Il 23 febbraio, l'esercito siriano entrò nell'area di Jobar, vicino al quartiere di Bab Amr. Un attivista riferì che l'esercito era riuscito a tagliare tutte le vie di fuga da Bab Amr, e che a differenze degli scontri precedenti, questa volta le forze dell'FSA non sarebbero riuscite a scappare.
Il 26 febbraio, la Syrian Arab News Agency riportò la resa di 40 ribelli nel quartiere di Bab Amr. Almeno 89 persone morirono fra il 26 ed il 27 febbraio, mentre gli scontri e i bombardamenti continuarono. Fra i morti, 64 erano rifugiati rapiti e giustiziati dall'esercito siriano, secondo le fonti dell'opposizione. Almeno 25 persone furono ferite nel fuoco d'artiglieria del 27 febbraio.

### L'assalto di terra governativo a Baba Amr
I pesanti bombardamenti continuarono il 29 febbraio, mentre le forze governative lanciarono un'operazione di terra per riprendere il controllo del quartiere di Baba Amr. Il governo annunciò che l'esercito era stato inviato in quell'area e la stava "ripulendo" dai ribelli, che l'operazione sarebbe terminata nel giro di qualche ora. Fu riportato che gli elicotteri d'attacco sparavano sia contro i combattenti dell'FSA che contro i civili, secondo le testimonianze delle persone a terra. Almeno 11 furono le vittime dei primi attacchi, inclusa una famiglia di cinque persone. Il distretto fu tagliato fuori da qualsiasi tipo di comunicazione, elettricità e fornitura d'acqua. I violenti scontri durarono per tutto il giorno, e l'esercito siriano dispiegò i carri armati e la fanteria della 4ª Divisione Corazzata. Nonostante le Brigate Farouq a difesa del quartiere dichiararono che avrebbero lottato fino all'ultimo uomo, fu riportato che alcuni leader dell'FSA erano già scappati dal distretto.
Bab Amr cadde il mattino del 1 marzo, quando le forze ribelli dichiararono di aver messo in atto una "ritirata strategica" dall'area, dopo essere rimasti a corto di armi e munizioni. La decisione di ritirarsi fu presa a causa del "peggioramento delle condizioni umanitarie, la mancanza di cibo, medicine, acqua, elettricità e comunicazioni, oltre che alla mancanza di armi". Durante la ritirata 17 ribelli furono catturati dai militari e giustiziati sul posto. Il gruppo di attivisti Avaaz riferì che in realtà erano civili e che furono decapitati dai soldati, ma ciò non fu confermato da altre fonti. Poco dopo, almeno 10 civili furono uccisi dalle forze governative, che nel frattempo avevano trasformato un centro commerciale locale in un'area di detenzione. Più tardi, un comandante dell'FSA affermò che dei 250 ribelli a difesa del distretto, 114 erano stati uccisi in azione.

### Il massacro di Karm al-Zeitoun
Il 9 marzo, 30 carri armati dell'esercito siriano entrarono nel quartiere di Karm al-Zeitoun. Dopo il loro ingresso, alcuni attivisti riportarono la notizia che l'esercito aveva massacrato 47 persone fra donne e bambini nel distretto (26 bambini e 21 donne), alcune delle quali erano stati sgozzate. L'opposizione affermò che gli esecutori delle uccisioni erano i membri della milizia paramiltiare governativa Shabiha. Il Consiglio nazionale siriano, chiese una riunione d'emergenza presso il Consiglio di sicurezza per discutere del massacro consumatosi l'11 marzo. Hadi Abdallah, un attivista siriano, riferì che "alcuni dei bambini sono stati colpiti con oggetti contundenti alla testa, una piccola bambina è stata mutilata ed alcune donne sono state violentate prima di essere uccise". Furono prodotti alcuni video ritraenti i cadaveri. Il governo siriano prese atto che il massacro era avvenuto, ma affermò che erano state "bande armate" del distretto ad uccidere i civili. Il 13 marzo, gli attivisti postarono un video che pretendeva di mostrare il bombardamento dell'esercito nel distretto di Karm al-Zeitoun.

### I combattimenti di marzo e aprile
Il 20 marzo, 14 persone furono uccise in una nuova ondata di bombardamenti, che si protrasse fino al giorno seguente, colpendo i quartieri di Khalidiya, Qussor, and Bayada, in mano all'opposizione. I militari entrarono a Khalidiya. L'LCC affermò che altre 40 persone erano state uccise nel secondo giorno di bombardamenti, di cui 25 solo a Khalidiya.
Il 24 marzo, la maggior parte delle forze ribelli si era ritirata dal distretto di Bab Sbaa, sotto pesante fuoco d'artiglieria, mentre i militari avanzavano e numerosi civili tentavano di lasciare il quartiere. Tuttavia, gli attivisti riferirono che il quartiere continuò ad essere oggetto di bombardamenti pesanti fino al 26 marzo. La presenza dell'FSA nel distretto era così insignificante che non erano nella posizione di fare nulla. Un altro attivista più tardi confermò la cattura del distretto.
Il 2 aprile, 40 membri dell'FSA catturarono l'Ospedale Nazionale nel distretto di Juret al-Shayah. All'interno di una cella frigorifera trovarono 78 cadaveri impilati.
Nei combattimenti che avvennero l'8 aprile, l'esercito iniziò ad usare colpi di mortaio, che secondo gli attivisti del quartiere ribelle di Khaldiyeh, cadevano "come pioggia". Un ospedale da campo, i ribelli tentarono disperatamente di mantenere al fresco 40 cadaveri, e secondo gli attivisti, alla fine si procedette a seppellirli in dei giardini pubblici, data la mancanza di altre opzioni migliori.

### Metà aprile
Dal 14 aprile 2012, entrò in vigore un cessate il fuoco a livello nazionale, anche se vi furono alcune schermaglie in alcuni punti caldi della città. Lo stesso giorno dell'entrata in vigore dell'accordo, un pesante bombardamento colpì i distretti di Juret al-Shayah e al-Qarabis. Il giorno dopo, fu riferito che l'esercito siriano stava bombardando il quartiere di al-Waer da una vicine accademia militare. L'agenzia di stampa di stato riferì che oltre ai terroristi erano stati uccisi 12 civili nel quartiere alawita e pro-governativo di al-Zahra, in quello che sembrava un attacco da parte dell'FSA al quartiere.
Il 16 aprile, il quartiere di al-Khalidiya fu colpito da tre direzioni diverse. Le forze governative assaltarono al-Bayada, ottenendo il controllo della metà della zona. Inoltre, cercarono di irrompere a Juret al-Shayah e al-Qarabis, ma furono respinti dai ribelli.

## Le conseguenze
Il 27 luglio 2013, l'esercito siriano prese il controllo della moschea di Khalid Ibn Al-Walid, situata a Khalidyeh, una delle due ultime roccaforti ribelli a Homs. Il quartiere di Khalidyeh era per due terzi occupato dalle forze governative.
Dopo la battaglia di Qusayr, il governo lanciò un'offensiva contro Homs. Alla fine di luglio, la città era quasi completamente nelle mani del governo.
Il 9 dicembre 2015, sotto un accordo negoziato dalle Nazioni Unite, i resti delle ultime forze anti governative rimaste, sotto assedio nel distretto di al-Wair da tre anni, evacuarono la città assieme alle proprie famiglie.

## Reazioni internazionali
L'offensiva di Homs fece scalpore per la violenza con cui si erano protratti i combattimenti, ma le reazioni non furono unanimi.
- Nazioni Unite - Il Consiglio di sicurezza, a seguito degli eventi, votò una proposta redatta dalla Lega araba per risolvere la questione siriana. Cina e Russia misero il veto sulla risoluzione[48]
- Nazioni Unite - Il segretario generale delle Nazioni Unite Ban Ki-moon, affermò di aver ricevuto "rapporti raccapriccianti" indicanti che le forze governative siriane stavano giustiziando, imprigionando e torturando arbitrariamente civili in Homs dopo che i combattenti dell'opposizione si erano ritirati.[48]
- Unione Europea - L'Alto rappresentante per gli affari esteri e la politica di sicurezza Catherine Ashton intervenne affermando: "Sono inorridita dai rapporti dei brutali attacchi da parte delle forze armate siriane ad Homs. Condanno nel modo più assoluto questi atti perpetrati dal regime siriano contro i suoi stessi civili. La comunità internazionale deve parlare con una sola voce, chiedendo la fine di questo bagno di sangue ed esortando Assad a farsi da parte e permettere una transizione democratica."[48]
- Tunisia - Il governo di Hamadi Jebali dichiarò che avrebbe espulso l'ambasciatore siriano dal paese in risposta a ciò che definì un "sanguinoso massacro". La Tunisia inoltre ruppe ogni legame diplomatico e annunciò che non avrebbe più riconosciuto il governo al potere.[49][50]
- Regno Unito - Il primo ministro inglese David Cameron accusò il governo siriano di massacrare i propri stessi cittadini, e avvertì Assad che un giorno sarebbe arrivata la resa dei conti.[51]
- Francia - Il presidente francese Nicolas Sarkozy accusò Assad di voler "cancellare dalle mappe Homs", tracciando un parallelismo fra l'offensiva ordinata dal dittatore siriano e gli attacchi governativi ordinati dal dittatore libico Muʿammar Gheddafi contro la città ribelle di Bengasi.[senza fonte]
- Libia - Alcuni manifestanti siriani e libici assaltarono l'ambasciata siriana a Tripoli, occupandola, e successivamente il Consiglio nazionale di transizione passò il controllo dell'ambasciata all'opposizione siriana.[52] I siriani residenti in Libia protestarono anche di fronte alle ambasciate russa e cinese, per protestare contro il veto posto alla risoluzione proposta dal Consiglio di sicurezza; la Libia inoltre espulse l'ambasciatore siriano. L'auto su cui viaggiava il diplomatico fu in seguito assaltata da alcuni manifestanti disarmati mentre stava andando via da Tripoli.